# SB Tw 20–29
Az  SB Tw 20–29 egy keskenynyomtávú villamos motorkocsi sorozat volt a Déli Vasútnál.

## Története

### A  Mödling-Hinterbrühl H.É.V.  használatában
A járműveket 1903-ban vásárolta a  Mödling-Hinterbrühl H.É.V.  Azért volt szükség rájuk, mert az 1883-ban beszerzett nyolc SB Tw 1-15 osztályú motorkocsik már nem volt elegendő, hogy megbirkózzon a forgalommal. Ugyanakkor átépítették a hálózati áramellátó központot is  Mödlingben. Ezen túlmenően átépítették a  felsővezetéket is, mivel a továbbiakban már csak egy vezetékre volt szükség, mivel másik vezetéknek a síneket használták.  A nyolc régi motorkocsit mellékkocsikká építették át.
1924-ben a BBO vette át a helyi vonal üzemeltetését megtartva a járművek pályaszámait. A vasút 1932-es bezárását követően a járműveket leállították.

### Sorsuk 1932 után
Az Anschluss után a Deutsche Reichsbahn négy 1932 óta leállított motorkocsit a  sächsischen Schmalspurbahn Klingenthal–Sachsenberg-Georgenthal helyezett át. Ezek a 20., 21., 26. és 27 motorkocsik voltak. Ezeket 1939-től használták Szászországban, de a 26 és 27 számúak  gyenge teljesítményük miatt csak mellékkocsiként üzemeltek.  A négy motorkocsit átnevezték a következők szerint:
- Tw 20 = 198 01 ET
- Tw 21 = 198 02 ET
- Tw 26 = 198 01 EB
- Tw 27 = 198 02 EB

1944 vagy 1946  a volt ET 198 02 ( ex Tw 21) a Dessaui javítóműhelyben egy új, zárt kocsiszekrényt kapott. Az átépítés után azzal a különleges rendelkezett, hogy csak az egyik oldalon voltak ajtók. Ez csak azért lehetséges, mert a  Schmalspurbahn Klingenthal–Sachsenberg-Georgenthal minden vonalán ugyanazon az oldalon voltak a peronok . A járműpark 1956-1958 közötti modernizációja után Klingenthalban az osztrák járművek szükségtelenné váltak, és kivéve a felújított ET 198 02t ( ami tartalék járműként raktáron maradt ) 1959-ig leselejtezték őket. A Klingenthaler Bahn 1964-es bezárását követően  az ET 198 02  a Klingenthaler Bahn új építésű járműveivel együtt a Straßenbahn Plauenhez került, ahol azonban már nem használt őket (és új számot sem kaptak ) . Mint a legtöbbet 1967-ben felújították (és a történelmileg hamis No. 22 pályaszámmal látták el ) és még ugyanabban az évben , Plauen városvezetés ajándékaként visszatért osztrák hazájában . Ott egy rövid sínszakaszra került szemben Hinterbrühla plébániatemplomával,  emlékműként . Mivel továbbra is ki volt téve az időjárás és a vandalizmus  kártételének, 1998-ban az osztrák Österreichischen Omnibusmuseumba került (ÖOM)  Ternitzben , ahol azóta elérhetetlenül egy teremben hátul áll.
A fennmaradó motorkocsit eladták a  Teplice-Schönau-i  (ma Csehország) városi villamosvaútnak.  A 24 és 25 kocsi onnan hamarosan Brux-ba került  (jelenleg:Most), ahol csak ritkán, mint helyettesítő jármű használták őket. A fennmaradókocsiból kettőt szolgálati vagonná építettek át. Mivel az elektromos rendszerek alkatrészei többségének ellátása egyre megoldatlanabb lett, három motorkocsit mellékkocsvá építettek át.
Egy kocsi (a No. 14 mellékkocsi) 1982-ig elveszettnek tűnt, azonban egy vasutas egy leltár során megtalálta a Mödlingi pályaudvaron, ahol még 1939-ben félreállították
Ma Mödling Közlekedési Múzeumáé (melyet az egykor  Helyiérdekű Vasút járműcsarnokában hoztak létre), pillanatnyilag  azonban  Amstetten van, ahol restaurálják.

## Külső hivatkozások
- Tw 28.jpg|A Tw 28 mellékkocsikkal[halott link]
- A Tw26 a Mödlich-Hinterbrühl VÉV-en

## Fordítás
Ez a szócikk részben vagy egészben  a   SB Tw 20–29 című német Wikipédia-szócikk fordításán alapul.  Az eredeti cikk szerkesztőit annak laptörténete sorolja fel. Ez a jelzés csupán a megfogalmazás eredetét és a szerzői jogokat jelzi, nem szolgál a cikkben szereplő információk forrásmegjelöléseként.-Az eredeti szócikk forrásai szintén ott találhatóak.